# Баунтифул (Јута)
Баунтифул (енгл. Bountiful) град је у америчкој савезној држави Јута.

## Демографија
По попису из 2010. године број становника је 42.552, што је 1.251 (3,0%) становника више него 2000. године.
| Група             | 2000.          | 2010.          |
| Белци             | 38.846 (94,1%) | 38.548 (90,6%) |
| Афроамериканци    | 98 (0,2%)      | 232 (0,5%)     |
| Азијати           | 474 (1,1%)     | 594 (1,4%)     |
| Хиспаноамериканци | 1.197 (2,9%)   | 2.068 (4,9%)   |
| Укупно            | 41.301         | 42.552         |